# Suïcidi d'Alan
El 24 de desembre de 2015, Alan, un adolescent transgènere de disset anys que residia en la població de Rubí (Vallès Occidental) es va llevar la vida. Era dels primers menors d'edat d'Espanya que havia aconseguit fer un canvi de nom en la seva documentació oficial de manera que estigués concorde a la seva identitat de gènere. El seu cas va tenir gran repercussió mediàtica i va suscitar el suport de la societat.
Alan va néixer l'octubre de 1998 i va morir el desembre de 2015 als disset anys per suïcidi.

## Context
L'any 2015 ja estava aprovada a Catalunya la Llei 11/2014 per garantir els drets de lesbianes, gais, transgéneres, bisexuales i intersexuales i per erradicar l'homofòbia, la bifòbia i la transfòbia. Una llei que inclou, entre altres coses, un règim de sancions i que contempla la prevenció de la violència per raons d'orientació sexual, identitat de gènere o expressió de gènere en l'àmbit educatiu.
Dos dels articles que recull aquesta llei diuen:
| « | El respecte a la diversitat quant a l'orientació sexual, la identitat de gènere o l'expressió de gènere i als principis de la present llei ha de ser efectiu en tot el sistema educatiu, als centres i entitats de formació, a l'educació d'adults, en la formació de mares i pares, en les activitats esportives escolars i en les activitats de temps lliure infantil i juvenil. Ha de vetllar-se per la conscienciació i la prevenció de la violència per raó d'orientació sexual, identitat de gènere o expressió de gènere i oferir mecanismes als centres perquè detectin situacions de discriminació o exclusió de qualsevol persona per aquestes raons. En aquest sentit, ha de promoure's el desenvolupament efectiu de plans de convivència amb una especial #èmfasi en les mesures de prevenció i d'actuació contra l'assetjament que poden ser objecte les persones LGBTI en el mitjà escolar. | » |

Així i tot, des del col·lectiu LGTBI s'assenyalà que aquesta llei encara no s'estava implementant.
Segons explicà la mare d'Alan després de la seva mort, sofria assetjament escolar des dels catorze anys. Primer, quan encara no havia decidit iniciar la seva transició i revelar que era lesbiana. Després, es va intensificar l'assetjament en morir un cosí d'Alan. El 24 de desembre de 2013, dos anys abans de la seva mort, va ingressar a l'hospital amb un diagnòstic de depressió major i va passar la resta de l'any entre l'hospital i un centre de dia. Després, Alan va canviar d'institut, va passar de Rubí a Sant Cugat. Va iniciar el 2014 un curs de Tècnic en Atenció a Persones en Situació de Dependència, àdhuc amb identitat pública de dona. Només nou dies després va tornar a l'hospital amb un auto de lesions i sofriment per assetjament novament. L'abril de 2015 Alan va decidir utilitzar públicament el seu nom masculí i al costat de la seva família va iniciar els tràmits de rectificació de nom en la documentació. El setembre de 2015 va començar un nou curs i es van tornar a donar les situacions d'assetjament.
La mare d'Alan narrà al diari El Mundo:
| « | (castellà) Le hicieron la vida imposible. Hemos sabido que le daban porrazos contra la pared, le tiraron por las escaleras, le decían que tenía barriga de mujer y no músculos de hombre, le levantaban la camiseta y le decían que cómo era posible que fuera por la vida de hombre cuando tenía tetas, le empujaban contra el cristal... | (català) Li van fer la vida impossible. Hem sabut que li donaven cops de porra contra la paret, li van tirar per les escales, li deien que tenia panxa de dona i no músculs d'home, li aixecaven la samarreta i li deien que com era possible que anés per la vida d'home quan tenia pits, l'empenyien contra el vidre... | » |
| — Transexualidad: "Acosaron a Alan desde los 14 años, su suicidio es un crimen social" al diari EL MUNDO | | |   |

El 24 de novembre d'aquell any Alan va haver de tornar a l'hospital i al centre de dia.

## La mort d'Alan
Alan se sentia refugiat al centre de dia, però per Nadal no podia assistir cada dia perquè hi havia menys personal. L'havien citat pel 24 de desembre. El matí de Nadal de 2015 va estar parlant amb una psicòloga. Aquesta va cridar als pares després de la visita i els va comentar que el seu fill estava per ingressar, però que per les dates que eren era possible que estigués millor amb la seva família. La tarda d'aquest mateix dia Alan, estant sol, es va prendre unes pastilles que ja no tenia receptades i que la seva família guardava amb clau, va beure alcohol i se li va parar el cor.
L'endemà de la seva mort, el 25 de desembre de 2015, la mare d'Alan va comunicar la notícia a l'Associació de Famílies de Menors Transexuales Chrysallis, a la qual s'havien unit un mes abans:
| « | (castellà) Siento en el alma tener que dar esta terrible y triste noticia. Nuestro hijo Alan se quitó ayer su corta vida de 17 años. No pudo con la presión de la sociedad y nos ha dejado para siempre. Muchas gracias por todo vuestro apoyo recibido. | (català) Ho sento en l'ànima haver de donar aquesta terrible i trista notícia. El nostre fill Alan es va treure ahir la seva curta vida de 17 anys. No va poder amb la pressió de la societat i ens ha deixat per sempre. Moltes gràcies per tot el vostre suport rebut.' | » |
| — Transexualidad: "Acosaron a Alan desde los 14 años, su suicidio es un crimen social" al diari EL MUNDO | | |   |

## Premsa, concentracions i recerca
La mare d'Alan va explicar la història del seu fill al diari El Mundo i va dir:
| « | (castellà) Quiero contar la historia de mi hijo para que a nadie le vuelva a pasar algo parecido, que sirva para que no se repita. Mi hijo no se ha suicidado porque sí, ha sido víctima de un crimen social. Una cadena de gente se ha reído de él a lo largo de su vida. Es la lacra del acoso que persigue al diferente. Y mi hijo lo era. | (català) Vull explicar la història del meu fill perquè a ningú li torni a passar una cosa semblant, que serveixi perquè no es repeteixi. El meu fill no s'ha suïcidat perquè sí, ha estat víctima d'un crim social. Una cadena de gent s'ha rigut d'ell al llarg de la seva vida. És la xacra de l'assetjament que persegueix el diferent. I el meu fill ho era. | » |
| — Transexualidad: "Acosaron a Alan desde los 14 años, su suicidio es un crimen social" al diari EL MUNDO | | |   |

 
Així mateix, la notícia de la mort d'Alan va aparèixer en diversos mitjans de comunicació.
Arran de la mort d'Alan van començar a generar-se diverses mobilitzacions i protestes per tot Espanya, principalment a Catalunya, en contra la transfobia i l'assetjament escolar. En algunes d'aquestes mobilitzacions es va llegir un manifest que deia: “No és un suïcidi, és un assassinat social”.
A Rubí, el municipi en el qual residia, familiars, amics i veïns d'Alan van organitzar una concentració que va reunir a més d'un miler de persones 4 dies després de la seva mort. Després d'aquesta concentració que es va celebrar en memòria d'Alan i contra l'assetjament escolar, es va formar en el municipi la Plataforma d'Afectats pel Bullying "Alanmón", que va posar el seu nom en honor d'Alan.
Una altra de les concentracions, a Barcelona, que es va donar després de la mort d'Alan reclamava el desplegament efectiu de la llei catalana contra la LGTBIfobia.
Des de la plataforma LGTBI de Catalunya es van exigir responsabilitats polítiques pel suïcidi d'Alan. D'altra banda, des de l'Observatori Contra l'Homofòbia de Barcelona es va enviar una carta al Síndic de Greuges "per conèixer quines mesures i accions va activar la Generalitat davant l'assetjament que sofria Alan i si els mecanismes indicats en la llei 11/2014 estaven implementats en els col·legis en els quals va estudiar el menor". El Síndic Rafael Ribó va obrir una recerca per conèixer les actuacions del govern català abans de la mort d'Alan i, paral·lelament, conèixer el grau d'implementació de la Llei 11/2014 sobre els drets del col·lectiu LGTBI.